# Fideicomiso de Somalia
El Fideicomiso de Somalia fue el nombre que recibió la administración establecida por Naciones Unidas en 1947 sobre la antigua colonia de la Somalia Italiana, transferida después por orden de la organización a Italia, iniciando así el mandato de dicho país sobre el territorio. El período de administración italiana se prolongó hasta el 26 de junio de 1960, fecha en la que el Estado de Somalia obtuvo la independencia.
El 1 de julio de ese mismo año, la recién nacida nación se fusionó con el protectorado de la Somalilandia Británica formando así la Somalia actual.

## Historia
Italia había perdido todas sus colonias tras ser derrotada junto con el resto de las Potencias del Eje en la Segunda Guerra Mundial. La recién nacida Organización de Naciones Unidas fue la encomendada para organizar y administrar temporalmente todas las colonias liberadas tras el escenario bélico, y, para facilitar la tarea, transfirió dichas administraciones a distintos países en forma de Fideicomiso.
La ONU eligió a la propia Italia como la encargada de administrar su antigua colonia de Somalia, iniciando así el mandato, que se prolongó bajo supervisión de la organización hasta el 26 de junio de 1960, con la independencia del Estado Somalí, que 4 días más tarde acabó fusionándose con la Somalilandia Británica.
- Datos: Q616221
- Multimedia: Trust Territory of Somaliland / Q616221